# Південноафрикансько-польські відносини

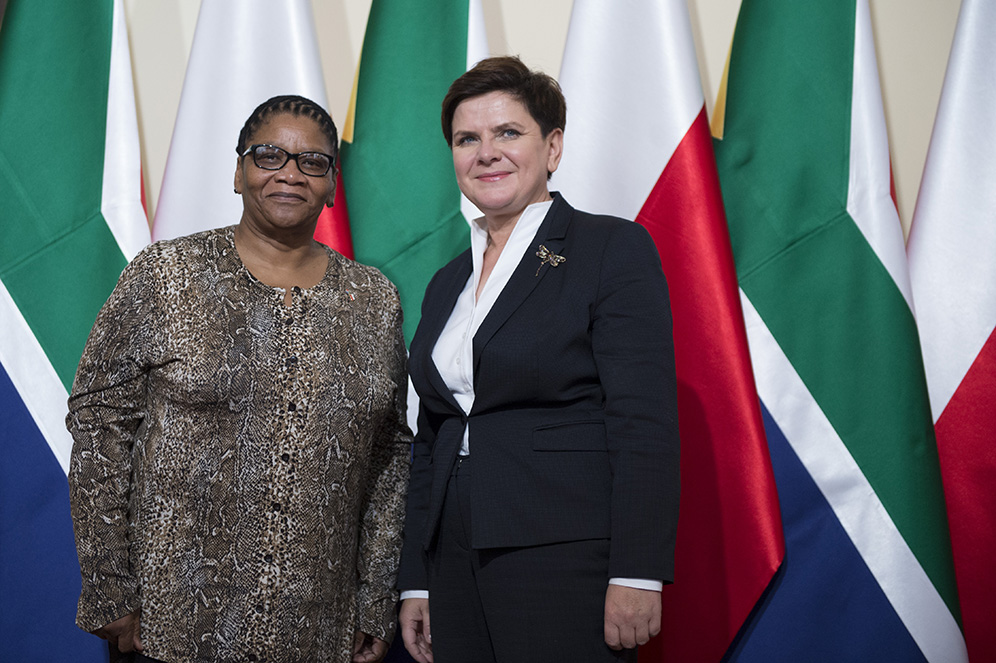
Зустріч прем'єр-міністра Польщі Беати Шидло та голови Національної ради провінцій Південної Африки Тханді Модісе у Варшаві 2016 р.

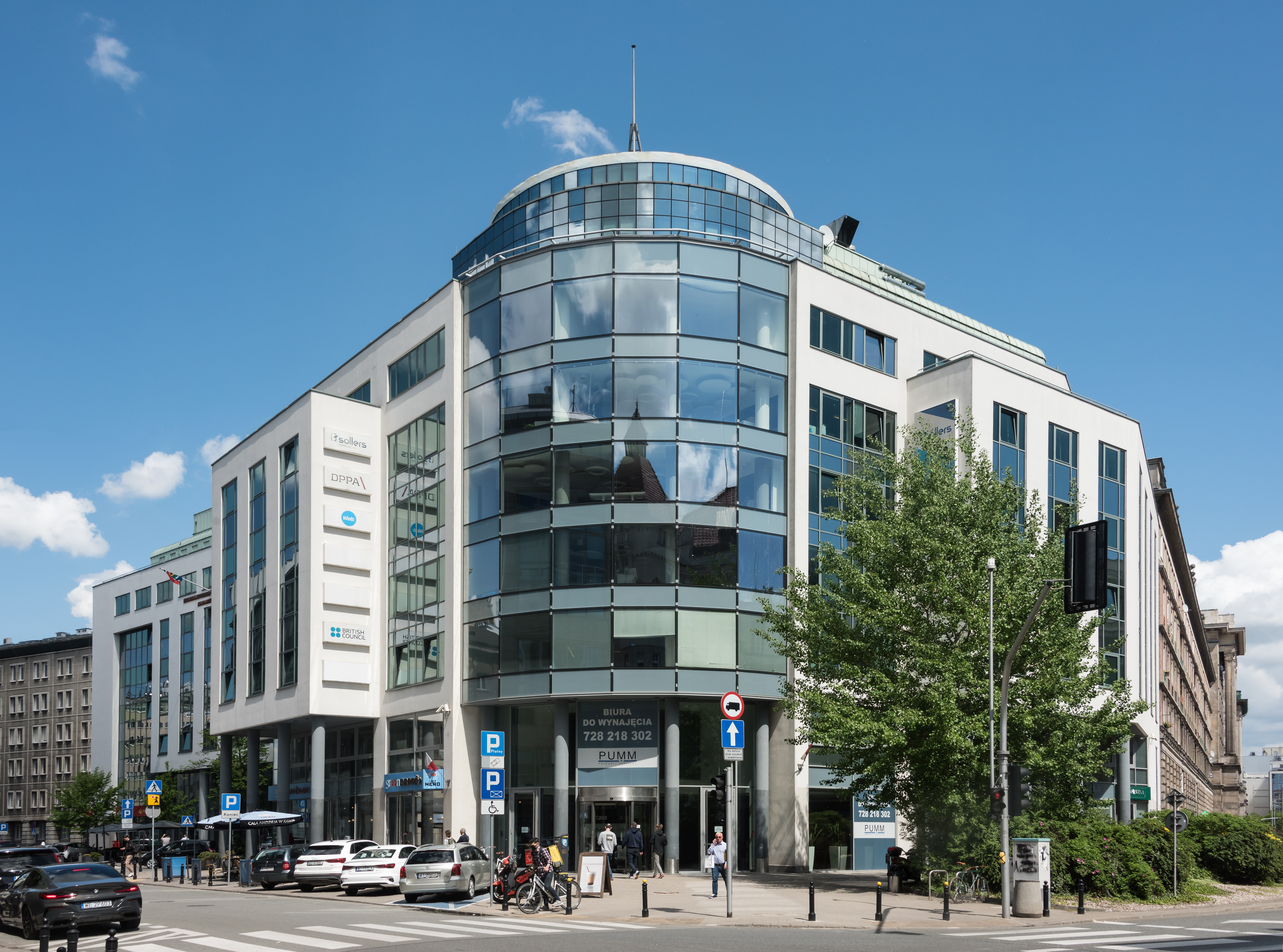
Офісна будівля, де розмістилося посольство ПАР у Варшаві

Південноафрикансько-польські відносини (афр. betrekkinge tussen Pole en Suid-Afrika, пол. stosunki polsko-południowoafrykańskie) — історичні та поточні двосторонні відносини між Південно-Африканською Республікою та Польщею. 
Польща сприймає ПАР як пріоритетного партнера в Африці як у двосторонніх відносинах, так і в рамках стратегічного партнерства між ПАР та ЄС. Польща та Південна Африка мають давні традиції двосторонньої співпраці, зокрема в контексті багатосторонніх відносин.
Дипломатичні відносини протягом останніх трьох десятиріч оцінюють як приязні.
ПАР представлена в Польщі через своє посольство у Варшаві, а Польща має своє посольство у Преторії.

## Історія
Перші напівофіційні дипломатичні контакти встановлено 1988 року. У квітні 1989 року міністерства закордонних справ обох держав домовилися про консульський захист польської діаспори в Південній Африці через польське посольство в столиці Ботсвани Габороне. 1990 року підписано угоду про створення як у Варшаві, так і в Преторії Бюро інтересів, які розпочали роботу в квітні 1991 року. 
Дипломатичні відносини між Республікою Польща та Південно-Африканською Республікою встановлено 18 грудня 1991 року. Після підписання у Преторії протоколу про встановлення дипломатичних відносин між Польщею та ПАР на рівні посольств послами ПАР у Варшаві та Польщі у Преторії стали відповідні керівники Бюро інтересів.
1992 року візит до Польщі здійснили президент ПАР Фредерік де Клерк і міністр закордонних справ Фредерік Бота, 1994 — міністр закордонних справ Альфред Нзо, а 1999 — міністр культури, мистецтва, науки і техніки Л. Мцхалі. 1993 року ПАР відвідав міністр закордонних справ Кшиштоф Скубішевський, результатом чого стало встановлення міжпарламентських контактів. 1995 року з візитом у ПАР перебував міністр закордонних справ Владислав Бартошевський, 1998 — міністр юстиції Ганна Сухоцька, а 2007 — міністр науки та вищої освіти Міхал Северинський. 
2004 року віцепрезидент Джейкоб Зума зустрівся з президентом Александром Квасневським і прем'єр-міністром Мареком Белькою. 2011 року міністр закордонних справ Радослав Сікорський запросив відвідати Польщу міністра закордонних справ і співробітництва ПАР Маіте Нкоана-Машабане. 2013 року ПАР відвідав прем'єр-міністр Дональд Туск, а віцепрезидент Кгалема Мотланте відвідав Варшаву у 2014 році. У грудні 2013 року прем'єр-міністр Дональд Туск разом із міністром закордонних справ Радославом Сікорським і колишнім президентом Лехом Валенсою відвідали Південно-Африканську Республіку для участі в похороні колишнього президента Нельсона Мандели.
Обидві країни співпрацюють у багатьох ініціативах ООН, насамперед у сфері захисту прав людини. 
Через рік після російського вторгнення в Україну ПАР заборонила продаж у Польщу південноафриканської зброї, стверджуючи, що вона може бути використана для підтримки України і тим самим зашкодити південноафрикансько-російським відносинам.